# Douanevervoer
Douanevervoer is een douaneregeling van de Europese Unie (EU). Er is sprake van douanevervoer als in het algemeen niet-uniegoederen, dat wil zeggen niet uit de EU afkomstige goederen, van de ene plaats naar een andere plaats in de EU worden vervoerd, onder geleide van een douaneaangifte onder schorsing van de invoerrechten. Met een aantal landen die geen lid zijn van de EU, namelijk de EVA-landen (Liechtenstein, Noorwegen, IJsland en Zwitserland), is een overeenkomst gesloten waardoor het mogelijk is ook in die landen douanevervoer toe te passen. 
In enkele gevallen moet deze douaneregeling ook voor uniegoederen worden toegepast.

## Formulieren
De volgende formulieren moeten worden ingeleverd om als douaneaangifte te gaan dienen:

### New Computerized Transit System (Transit)
Het proces douanevervoer is volledig geautomatiseerd. Daarbij wordt gebruikgemaakt van de applicatie Transit. De papieren aangifteprocedures worden nog wel gehanteerd als noodprocedure. Deze noodprocedure gaat in werking als er grote of langdurige storingen zijn in het geautomatiseerd systeem.

### Enig document
In het spraakgebruik wordt nog vaak de term T-document gebruikt. Met het T-document wordt de aangifte met het enig document bedoeld. Voorheen hadden alle lidstaten van de Europese Unie hun eigen douanedocumenten voor invoer, uitvoer etc. Met de komst van het enig document is de procedure voor invoer, uitvoer, plaatsing van goederen in entrepots, etc. voor alle lidstaten nu hetzelfde.
De aangifte wordt elektronisch gedaan.
In de papieren versie bestond (bestaat) het enig document uit acht exemplaren:
1. voor het land van verzending
2. voor de statistiek van het land van verzending
3. voor de afzender
4. voor het douanekantoor van bestemming
5. terugzendexemplaar
6. voor het land van bestemming
7. voor de statistiek van het land van bestemming
8. voor de geadresseerde

Voor communautair douanevervoer werden (worden) de exemplaren 1, 4, 5 en 7 gebruikt als T-document.
In het elektronisch systeem bestaan deze exemplaren niet meer maar dat wil niet zeggen dat er bij de zending geen document aanwezig is. Een zending onder douanevervoer wordt begeleid met een begeleidingsdocument A.

### Carnet TIR
Het carnet TIR kan worden ingeleverd wanneer het vervoer aanvangt binnen de EU en eindigt buiten de EU en andersom.

### Carnet ATA
Het carnet ATA wordt meestal gebruikt bij tijdelijke invoer/uitvoer van goederen zoals:
- Beroepsuitrusting
- Goederen bestemd om op tentoonstellingen, jaarbeurzen en dergelijke te worden getoond of gebruikt; opvoedkundig en wetenschappelijk materiaal
- Monsters

## Plaats van aangifte
Op de volgende plaatsen kan de douaneaangifte voor de douaneregeling douanevervoer worden ingeleverd:
- Op de plaats waar de goederen de EU zijn binnengekomen.
- Op de plaats waar de goederen liggen opgeslagen (ruimte voor tijdelijke opslag (RTO), douane-entrepot, vrij entrepot, vrije zone).
- Op de plaats waar de goederen zijn als ze zich onder een van de regelingen actieve veredeling, behandeling onder douanetoezicht of tijdelijke invoer bevinden.
- Op de plaats waar unie goederen zich bevinden als deze zijn aangegeven voor de regelingen uitvoer of passieve veredeling.

## Status van goederen bij vervoer
Bij het vervoer wordt er een onderscheid gemaakt in de status van de goederen. Er zijn twee statussen: 
- uniestatus
- niet-uniestatus

## Extern douanevervoer
Van extern douanevervoer is sprake als niet-uniegoederen binnen de EU van de ene plaats naar de andere worden vervoerd. De benaming geeft dus de status van de goederen aan.
De aangifte voor extern douanevervoer kan ook gedaan worden voor goederen die via een EVA-land vervoerd worden.
Om aan te geven welke douanestatus de goederen hebben, wordt op het begeleidingsdocument A de code T1 vermeld.

## Intern douanevervoer
Van intern douanevervoer is er sprake als uniegoederen binnen de EU van de ene naar de andere plaats worden vervoerd, waarbij gebruik wordt gemaakt van het grondgebied van een derde land. Bijvoorbeeld het vervoer van goederen van Arnhem naar Milaan via Zwitserland, een EVA-land.
Ook is het mogelijk om uniegoederen naar de EVA-landen te vervoeren en daarvoor een aangifte voor de regeling douanevervoer te doen. De benaming geeft dus weer de status aan, het vervoer van goederen uit het vrije verkeer van de EU.
Om aan te geven welke douanestatus de goederen hebben, wordt op het begeleidingsdocument A de code T2 vermeld.
De EVA-landen maken gebruik van het systeem van douanevervoer zoals dit binnen de EU gebruikt wordt. Daarom wordt het gedeelte van vervoer dat binnen de EVA-landen en waarbij de aangifte elektronisch is gedaan met Transit gemeenschappelijk douanevervoer genoemd.

## Zekerheidstelling
Het douanetoezicht op het vervoer van goederen die zich onder de regeling douanevervoer bevinden, wordt uitgevoerd door middel van zekerheidstelling. Er wordt ook wel gesproken van borgstelling.

### Zekerheidstelling per aangifte
In het beginsel moet altijd zekerheid worden gesteld per aangifte. Dit betekent dat bij iedere aangifte die onder deze regeling wordt gedaan 100% zekerheid moet worden gesteld voor de eventueel verschuldigde belastingen of heffingen. Dit kan plaatsvinden:
- in geld
- met een borgstellingsakte op een kantoor van zekerheidstelling (bijvoorbeeld een erkende bankinstelling).

### Doorlopende zekerheidstelling
Voor aangevers die veelvuldig gebruikmaken van de regeling douanevervoer bestaat de mogelijkheid een doorlopende zekerheidstelling aan te vragen. Voor het gebruik hiervan is een vergunning vereist. De doorlopende zekerheidstelling is een vereenvoudiging van de normale procedure. Deze vorm van zekerheidstelling kan worden gebruikt voor meer aangiften.

### Vrijstelling van zekerheidstelling
In bepaalde gevallen behoeft geen zekerheid te worden gesteld. Dit is het geval bij:
- vervoer door de spoorwegen van de lidstaten van de EU
- vervoer over de Rijn- en Rijnvaartwegen
- vervoer door pijpleidingen
- vervoer door de lucht.

## Aangifteprocedure bij douanevervoer
Er wordt gecontroleerd of de zekerheidstelling voldoende is. Daarna maakt de douane de aangifte geldig voor het vervoer en stelt een vervoerstermijn vast. Deze vervoerstermijn kan per afstand verschillen. In de meeste gevallen wordt een maximale vervoerstermijn vastgesteld van 8 dagen.
Bij bepaalde grenspassages is het verplicht een kennisgeving van doorgang in de aangifte te zetten. Dit komt voor bij de grenzen van de EVA-landen. Nadat de goederen op de plaats van bestemming zijn aangekomen wordt het begeleidingsdocument A op het kantoor van bestemming aangeboden.

### Normale procedure
De normale procedure is die waarbij de goederen moeten worden aangebracht bij het douanekantoor voor aanvang van het douanevervoer en moeten worden aangebracht bij een douanekantoor voor beëindiging van het douanevervoer. Eventuele bescheiden die zijn vereist voor aanvaarding van de aangifte worden op het aangifte punt overgelegd.
Bij toepassing van de normale procedure moet de douane altijd het begeleidingsdocument A behandelen bij vertrek en eventueel de vrachtauto verzegelen. Bij aankomst van de goederen moet de douane de aangifte afmelden in het systeem Transit.

### Vereenvoudigde procedure
De vereenvoudigde procedure biedt de toegelaten afzender dan wel de toegelaten geadresseerde de mogelijkheid om de formaliteiten voor aanvang respectievelijk beëindiging van het douanevervoer langs elektronische weg vanaf een aangewezen plaats (toegelaten locatie) te vervullen. Voor het gebruik deze vereenvoudigde procedure is een vergunning toegelaten afzender dan wel toegelaten geadresseerde vereist.
Bij toepassing van de vereenvoudigde procedure hoeft de vrachtauto met de goederen dus niet naar een douanekantoor te rijden. De toegelaten afzender doet dus de volgende handelingen zelf:
- het behandelen van het begeleidingsdocument A
- eventueel zelf verzegelen van het vervoermiddel.

De douane hoeft dus geen handelingen te verrichten met betrekking tot het bescheid of het vervoermiddel. Dat heeft als groot voordeel dat het vervoermiddel niet naar het douanekantoor hoeft gebracht te worden. De regeling toegelaten afzender kan dus eigenlijk op elke locatie toegepast worden zolang die locatie maar in de vergunning opgenomen is.
Ook bij de aankomst hoeven de goederen niet naar een douanekantoor overgebracht te worden als de geadresseerde van de goederen een vergunning toegelaten geadresseerde heeft. Deze toegelaten geadresseerde doet de volgende handelingen zelf:
- het verwijderen van een eventueel aangebracht verzegeling
- afmelding van aangifte in het systeem Transit.

De vergunningen toegelaten afzender en toegelaten geadresseerde worden vaak gebruikt in combinatie met andere vergunningen van de douane, zoals een vergunning voor een entrepot.

## (Niet-) zuivering
In de douaneaangifte wordt de verplichting opgelegd de goederen naar de aangegeven plaats van bestemming te vervoeren. De goederen moeten binnen de voorgeschreven vervoerstermijn bij het kantoor van bestemming worden aangebracht. Deze termijn worden door het middel van een timer in het systeem Transit bewaakt. Na het aanbrengen moet de regeling in het systeem worden beëindigd. Indien een regeling niet binnen de voorgeschreven termijn wordt beëindigd of als de regeling (binnen de termijn) wordt beëindigd en er is sprake van een onregelmatigheid, wordt de nasporing ofwel bijzondere zuivering gestart. Er wordt dan respectievelijk gesproken van niet-zuivering en gedeeltelijk zuivering en een zuiveringsprocedure opgestart. Het alternatief bewijs kan, indien aanwezig, een belangrijke rol in de zuivering spelen. Deze procedure kan in het beginsel maximaal 11 maanden duren. Uiteindelijk zal blijken dat de aangifte al dan niet wordt gezuiverd. Bij niet-zuivering betekent dit dat de verschuldigde belastingen worden ingevorderd en een bestuurlijke boete wordt opgelegd. De aangever krijgt in dat geval een uitnodiging tot betaling toegestuurd.

## Overlading
Van overlading is er sprake als de goederen van het ene in het andere vervoermiddel worden geladen, zonder dat daarbij nieuwe documenten worden afgegeven. Dit kan gebeuren in de volgende gevallen:
- de documenten voorzien in overlading (bijvoorbeeld een D51 aan de zeezijde)
- gevallen van overmacht (bijvoorbeeld het schuiven van de lading)
- andere bepalingen voorzien in overlading (bijvoorbeeld overlading bij aanvoerdocumenten, die goederen gaan uit met een zeeschip).

## Samenlading
Er wordt van samenlading gesproken als in een laadruimte van een vervoermiddel meer partijen zijn geladen waarbij bepaalde partijen niet-unie goederen zijn.
In overige gevallen is samenlading geen probleem. Bij samenlading met niet-unie goederen in verzegelde laadruimten moet rekening worden gehouden met het volgende:
- de identiteit van de goederen moet kunnen worden vastgesteld (bijvoorbeeld colliverzegeling)
- toestemming van de douane is noodzakelijk.

Een toestemming wordt altijd geweigerd als de vrije goederen eerder moeten worden gelost dan de niet-unie goederen en de lossing zou moeten plaatsvinden buiten een plaats waar een douanekantoor is gevestigd. Dit in verband met het afnemen en aanbrengen van een verzegeling.